# أبرشيات باربادوس
تنقسم باربادوس إلى 7 وحدات إدارية في المستوى الأول تعرف بالأبرشيات (بالأنجليزية: Parish ) .

## المصطلح
أستخدم طريقة كتابة الأسم للأبرشية معارضاً للطريقة التقليدية المتبعة في قارتي أمريكا وبدلا من تسميتها (Parish name Parish  ) استخدم الأسم ("Parish of "Parish name)  لتميزيا عن باقي الأبرشيات وأنها تابعة لتاريخ الديانة الأنجليكية تحت الكنسية أنجليكانية.

## التاريخ
النظام كان أساسه هو الكنسية الأنجلياكانية وكان هو التعبير الظاهر لتشكيل أساس التمثيل البرلماني في باربادوس. حجم وشكل كل أبرشية تأثر بشكل كبير بحجم وعدد مزارع القطن وقصب السكر والتبغ والتي كانت موجودة منذ سنوات الاستعمار في باربادوس. عدة مصليات تم إنشاءها منذ القرن السابع عشر على هذه الجزيرة وتطورت بعض هذه الكنائس إلى أبرشية كنسية ، مما أدى إلى تشكيل أبرشيات جديدة تحيط بهذه المجموعة من مجالس الكنائس المنشأة حديثاً.
في عام 1629 المستوطنين الأنجليز بعض نزولهم في جيمس تاون أنشأوا 6 أبرشيات جديدة:
- أبرشية كنسية المسيح.
- أبرشية سانت جميس
- أبرشية سانت لوسي
- أبرشية سانت مايكل
- أبرشية سانت بيتر
- أبرشية سانت توماس

في عام 1645 أزداد عدد الأراضي المستصلحة وشكل الأبرشيات الستة تم تغيره فاسحاً المجال لإضافة خمس أبرشيات جديدة  بعض الأبرشيات السابقة تحول وتحول إلى مستوى أبرشية كنسية نتيجة تكون الأبرشيات الجديدة.
- أبرشية سانت أندرو
- أبرشية سانت جورج
- أبرشية سانت جون
- أبرشية سانت جوزيف
- أبرشية سانت فيليب

وما سبق أنتج عدد الأبرشيات الحالية الإحدى عشر. كما كان شائعاً لدى النظام البريطاني، كل أبرشية لديها كنسية أبرشية واحدة ( أو كاتدرائية في حالة أن البلدة تحولت إلى مدينة ) ، والتي تقوم بمقام العاصمة لكل أبرشية.  الأبريشيات كل منها له مجلس حكومة محلية حتى التي تم أبطالها في عام 1959 والتي تبعها نظام المقاطعات لفترة قصيرة حتى عام 1967.

## اليوم
العاصمة لدولة باربادوس هي بريدج تاون والتي تقع في داخل أبرشية سانت مايكل وربما تكون لها مقطعتها الخاصة بها.
الأنتقال من أبرشية إلى أبرشية غير مقيد ومع ظهور التطور العمراني والمشاريع الأنشائية عبر الدولة العديد من الأحياء وحتى الحدود الأبرشية غير محددة وغير واضحة.
الأبرشيات الإحدى عشر هي :
| م        | الأسم بالعربي       | الأسم بالأنجليزي            | العاصمة                | المساحة (كم²) | التعداد السكاني (تعداد 2010) | الكثافة كم−2 | مجلس الكنيسة التاريخي |
| -------- | ------------------- | --------------------------- | ---------------------- | ------------- | ---------------------------- | ------------ | --------------------- |
| 1        | أبرشية كنيسة المسيح | The Parish of Christ Church | أويستنز Oistins        | 57            | 54,336                       | 868.4        |                       |
| 2        | أبرشية سانت أندرو   | The Parish of Saint Andrew  | غرين لاند Greenland    | 36            | 5,139                        | 145.9        |                       |
| 3        | أبرشية سانت جورج    | The Parish of Saint George  | بولكلي Bulkeley        | 44            | 19,767                       | 406.1        |                       |
| 4        | أبرشية سانت جيمس    | The Parish of Saint James   | هولتاون Holetown       | 31            | 28,498                       | 733.6        |                       |
| 5        | أبرشية سانت جون     | The Parish of Saint John    | فور رودز Four Roads    | 34            | 8,963                        | 261.0        |                       |
| 6        | أبرشية سانت جوزيف   | The Parish of Saint Joseph  | باثشيبا Bathsheba      | 26            | 6,620                        | 261.7        |                       |
| 7        | أبرشية سانت لوسي    | The Parish of Saint Lucy    | كراب هيل Crab Hill     | 36            | 9,758                        | 259.1        |                       |
| 8        | أبرشية سانت مايكل   | The Parish of Saint Michael | بريدج تاون Bridgetown  | 39            | 88,529                       | 2,145.7      |                       |
| 9        | أبرشية سانت بيتر    | The Parish of Saint Peter   | سبيتستاون Speightstown | 34            | 11,300                       | 314.7        |                       |
| 10       | أبرشية سانت فيليب   | The Parish of Saint Philip  | كرين Crane             | 60            | 30,662                       | 342.3        |                       |
| 11       | أبرشية سانت توماس   | The Parish of Saint Thomas  | هيلبي Hillaby          | 34            | 14,249                       | 340.9        |                       |
| باربادوس | بريدج تاون          | 432                         | 277,821                | 580.1         | ♦                            |              |                       |